# Pfarrkirche Pfaffenschlag

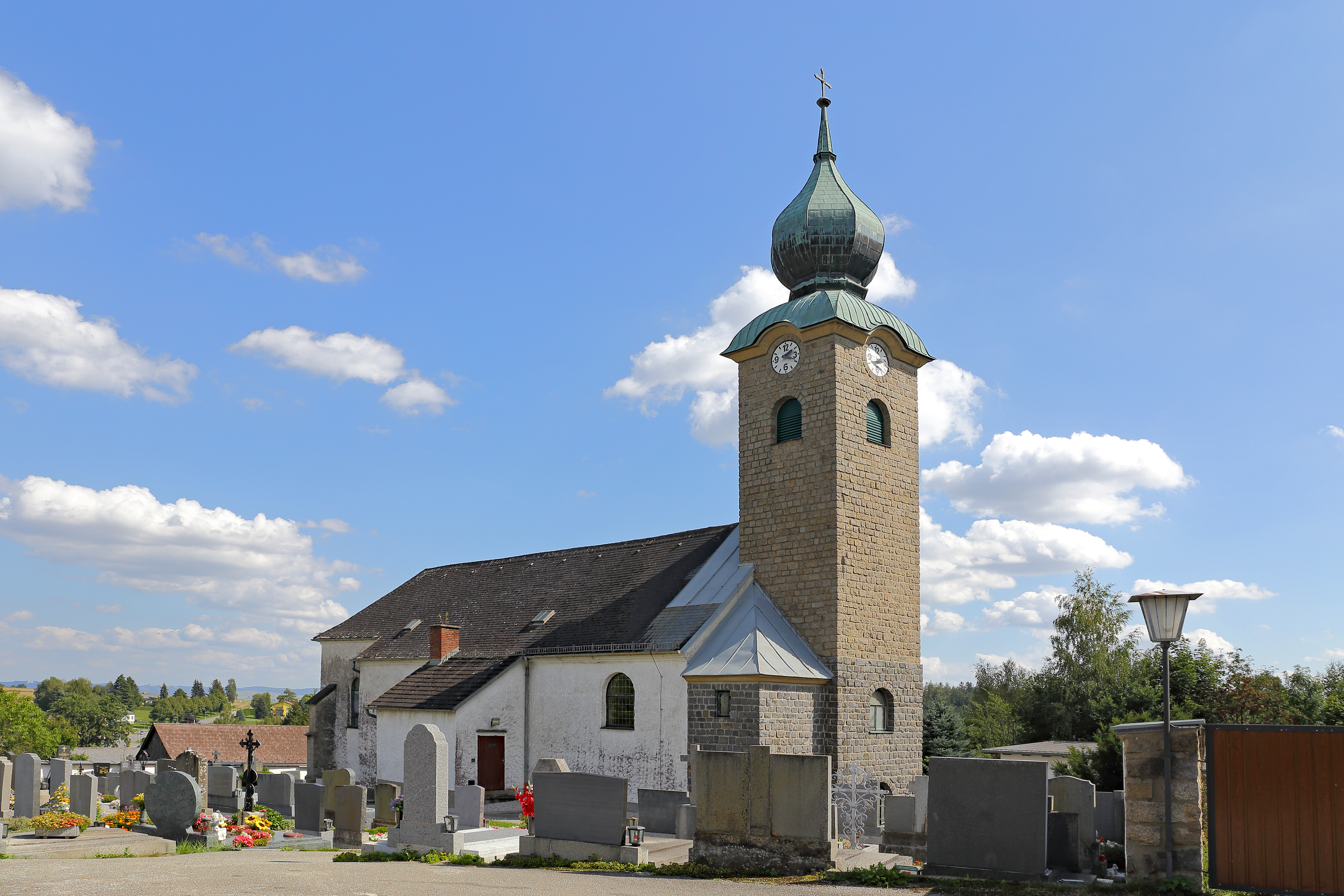
Katholische Pfarrkirche hl. Martin in Pfaffenschlag

Die Pfarrkirche Pfaffenschlag steht erhöht an der Geländestufe im Norden des Dorfes Pfaffenschlag in der Gemeinde Pfaffenschlag bei Waidhofen an der Thaya im Bezirk Waidhofen an der Thaya in Niederösterreich. Die auf den heiligen Martin von Tours geweihte römisch-katholische Pfarrkirche gehört zum Dekanat Waidhofen an der Thaya in der Diözese St. Pölten. Die Kirche steht unter Denkmalschutz (Listeneintrag).

## Geschichte
Urkundlich wurde 1308 eine Pfarre genannt. 1726 wurde die Kirche renoviert und neu ausgestattet. 1850 erlitt die Kirche einen Brand und wurde 1876 renoviert und 1910 verlängert.

## Architektur
Die im Kern romanische und gotische Kirche wurde im 19. Jahrhundert nach einem Brand verändert und 1910 erweitert und erhielt 1954 einen neuen Turm. Die Kirche ist von einem Friedhof umgeben.

### Kirchenäußeres
Der 1954 erbaute Westturm besteht aus unverputzten Granitquadern. Er hat rundbogige Schallfenster und wird von einem Zwiebelhelm bekrönt. Das im Kern romanische Langhaus und der Chor haben Rundbogenfenster von 1876. An der Ostseite befinden sich gekehlte, gotische Lanzettfenster mit Dreipassschluss. Das südliche Portal liegt hinter einem Vorbau des späten 16./frühen 17. Jahrhunderts, mit einer Statue Maria mit Kind aus dem 19. Jahrhundert. Daneben ist ein Sakristei- und Oratoriumsanbau zu sehen. Das Chorjoch ist wenig eingezogen und hat an der Nordseite einen einfach abgetreppten Strebepfeiler. Die romanische Halbkreisapsis ist im Kern vermutlich ebenfalls romanisch.

### Kircheninneres
Das breit gelagerte Langhaus mit seinem romanischen Kern an der Ostseite wurde 1910 zur lang gestreckten Form erweitert. An der Flachdecke im älteren Teil sind historistische Rahmungen von 1876 zu sehen. Der wenig eingezogene Triumphbogen stammt aus dem Jahr 1876. Das quadratische Chorjoch mit Sternrippengewölbe ist ein Werk des 2./3. Drittels des 15. Jahrhunderts. Südseitig liegt eine gekuppelte, neoromanische Oratoriumsöffnung. Zwei abgefaste Spitzbogenportale führen zur Sakristei und zum Oratoriumsaufgang, das Sakristeiportal geht möglicherweise auf einen älteren Vorgänger zurück. Glasmalereien an den Fenstern zeigen Darstellungen der Verkündigung, der Berufung des Matthäus, die Heiligen Karl Borromäus und Johann (1933), die heilige Theresia (1928) und den heiligen Judas Thaddäus (frühes 20. Jahrhundert)

## Einrichtung
Der marmorierte Hochaltar mit konkaver Säulenädikula wurde um 1720 vor einem Umgang frei stehend errichtet. Das Altarblatt ist ein Werk von Michael Regner (1834) und zeigt den Kirchenpatron Martin von Tours. Das Tabernakel ist ein Werk des Jahres 1876. Am Volutenauszug befindet sich ein Bild Gottvaters. Der Seitenaltar ist ein Werk aus dem dritten Viertel des 19. Jahrhunderts. Er hat eine neobarocke Ädikula und in der Mittelnische eine Nachbildung der Lourdesgrotte. In die ehemalige Kanzel von 1771 ist heute eine durch die Pilasterbänder der früheren Kanzeltür flankierte Orgel eingebaut.
Zur weiteren Ausstattung zählen Schnitzfiguren der Hll. Sebastian, Florian und Wendelin aus dem 18. Jahrhundert, ein barockisierendes Bildnis des Donatus, ein barocker Granittaufstein des 19. Jahrhunderts mit einer Taufe-Christi-Gruppe, barockisierendes Chorgestühl aus dem 19. Jahrhundert mit Rankenaufsätzen, ein Kommunionsgitter aus der Zeit um 1892 sowie Kreuzwegbilder aus dem 1./2. Drittel des 19. Jahrhunderts.